# 279410 McCallon
279410 McCallon este o planetă minoră (asteroid), cu un diametru de 2,504 km, din centura de asteroizi. A fost descoperită pe 1 martie 2010 la Wide-field Infrared Survey Explorer⁠(d) de Wide-field Infrared Survey Explorer⁠(d). 
Obiectul prezintă o orbită caracterizată de o semiaxă mare de 2,4118452301061 UAi, o excentricitate de 0,11, o înclinație de 15,3 ° în raport cu ecliptica.